# Golden Gate Ferry
Golden Gate Ferry (Голден Гейт Ферри) — публичное транспортное пассажирское паромное сообщение, осуществляющее перевозки в районе Голден Гейт Бридж, Хайвей энд Транспортейшн Дистрикт залива Сан-Франциско, являющегося частью области залива Сан-Франциско расположенного в Северной Калифорнии, Соединенных штатов Америки. Регулярное сообщение осуществляется до паромного вокзала, расположенного в городе Сан-Франциско от городов Ларкспер, Сосалито, Тибьюрон, и острова Энджел, расположенных в округе Марин, с дополнительным сообщение от города Ларкспер до стадиона Оракл-парк и крытой арены Чейз-центр. Паромное сообщение осуществляется, в основном, за счет средств вырученных от платы пассажиров за пользованием паромными услугами, а также платы за проезд по мосту Золотые ворота. В 2022 году услугами Голден Гейт Ферри воспользовались 1 022 800 человек, что, по состоянию на 4 квартал 2022 года, составило порядка 2 700 пассажиров в день.
Система паромного обслуживания Голден Гейт Ферри отличается от системы San Francisco Bay Ferry, которая осуществляет пассажирское паромное сообщение между Сан-Франциско и округами, отличными от округа Марин.

## История
15 августа 1970 года компания Голден Гейт Ферри открыла паромное сообщение между Сан-Франциско и Сосалито с использованием теплохода M.S. Golden Gate. В 1976 году открылось паромное сообщение до города Ларкспер. В 2000 году началось обслуживание до Пацифик Белл Парк (Pacific Bell Park) (ныне Оракл парк). 6 Марта 2017 года началось паромное сообщение до Тибьюрон, оно заменило сообщение, которое с 1962 года находилось под управлением частной компании Blue & Gold Fleet и прочих частных операторов. Обслуживание до Чейз-Центра началось в 2019 году с использованием временного причала, расположенного на Пирсе 48½. На 2021 год было запланировано открытие постоянного причала, расположенного в заливе Мишн Бэй (Mission Bay) у подножия улицы Сикстин-стрит (16th Street) для замены временного причала Чейз-Центра. В декабре 2021 года агентство начало паромное обслуживание до острова Энджел.

## Маршруты

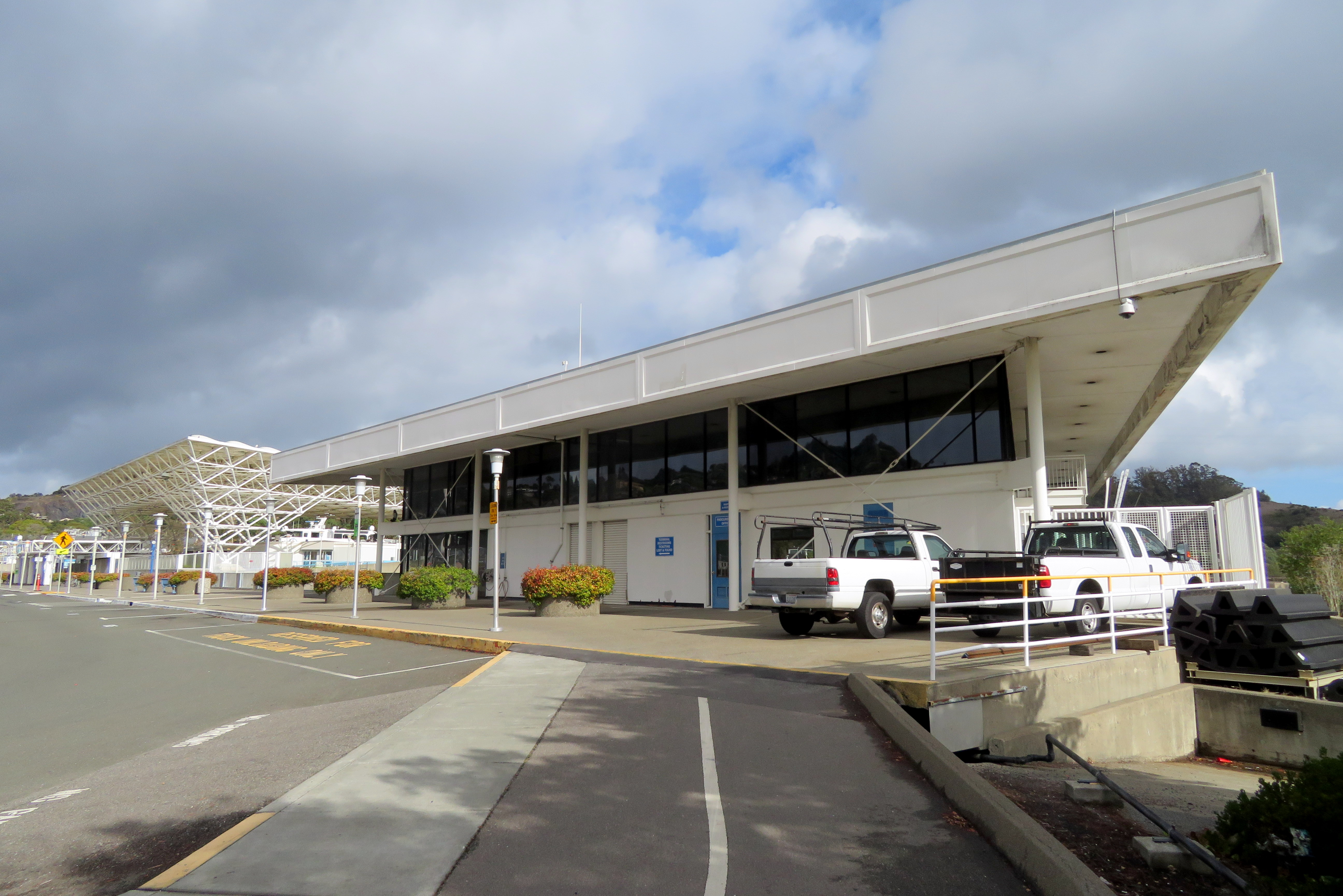
Центральный офис Голден Гейт Ферри на станции Ларкспер Лендинг.

Голден Гейт Ферри управляет регулярным пассажирским паромным обслуживанием на 4 маршрутах:
- Ларкспер Лендинг – Сан-Франциско Ферри Билдинг
- Сосалито Ферри Терминал – Сан-Франциско Ферри Билдинг
- Тибьюрон Ферри Терминал – Сан-Франциско Ферри Билдинг
- Энджел Айлэнд – Сан-Франциско Ферри Билдинг

Ограниченное обслуживание осуществляется от Ларкспер до стадиона Оракл Парк в дни домашних игр бейсболной команды Сан-Франциско Джайентс и от Ларкспер до Чейз-центра во время домашних игр баскетболной команды Голден Стэйт Уорриорз. Также осуществляется дополнительное обслуживание во время специальных мероприятий.

## Тарифы и пересадки
Тарифы за пользование услугами компании Голден Гейт Ферри отличаются в зависимости от маршрута, категории пассажира и способа оплаты. По состоянию на декабрь 2021 года, действовали следующие тарифы:
| Маршрут                       | Тариф              | Тариф                 | Тариф                                                           |
| Маршрут                       | Взрослый 1 поездка | Взрослый Клиппер Кард | Молодежный / Пожилой / Билет для Инвалидов / Медикэр (Medicare) |
| ----------------------------- | ------------------ | --------------------- | --------------------------------------------------------------- |
| Ларкспер — Ферри Билдинг      | $13.50             | $8.50                 | $6.75                                                           |
| Сосалито — Ферри Билдинг      | $14.00             | $7.50                 | $7.00                                                           |
| Тибьюрон — Ферри Билдинг      | $14.00             | $7.50                 | $7.00                                                           |
| Анджел Айленд — Ферри Билдинг | $14.00             | $9.00                 | $7.00                                                           |
| Ларкспер — Чейз-Центр         | $15.00             | $15.00                | $15.00                                                          |
| Ларкспер — Оракл-Парк         | $15.50             | $15.50                | $15.50                                                          |

Скидки на пересадочные тарифы доступны для владельцев карты Клиппер на пересадках с Голден Гейт Транзит, Марин Транзит, Муни (Muni), и SMART.

## Флот

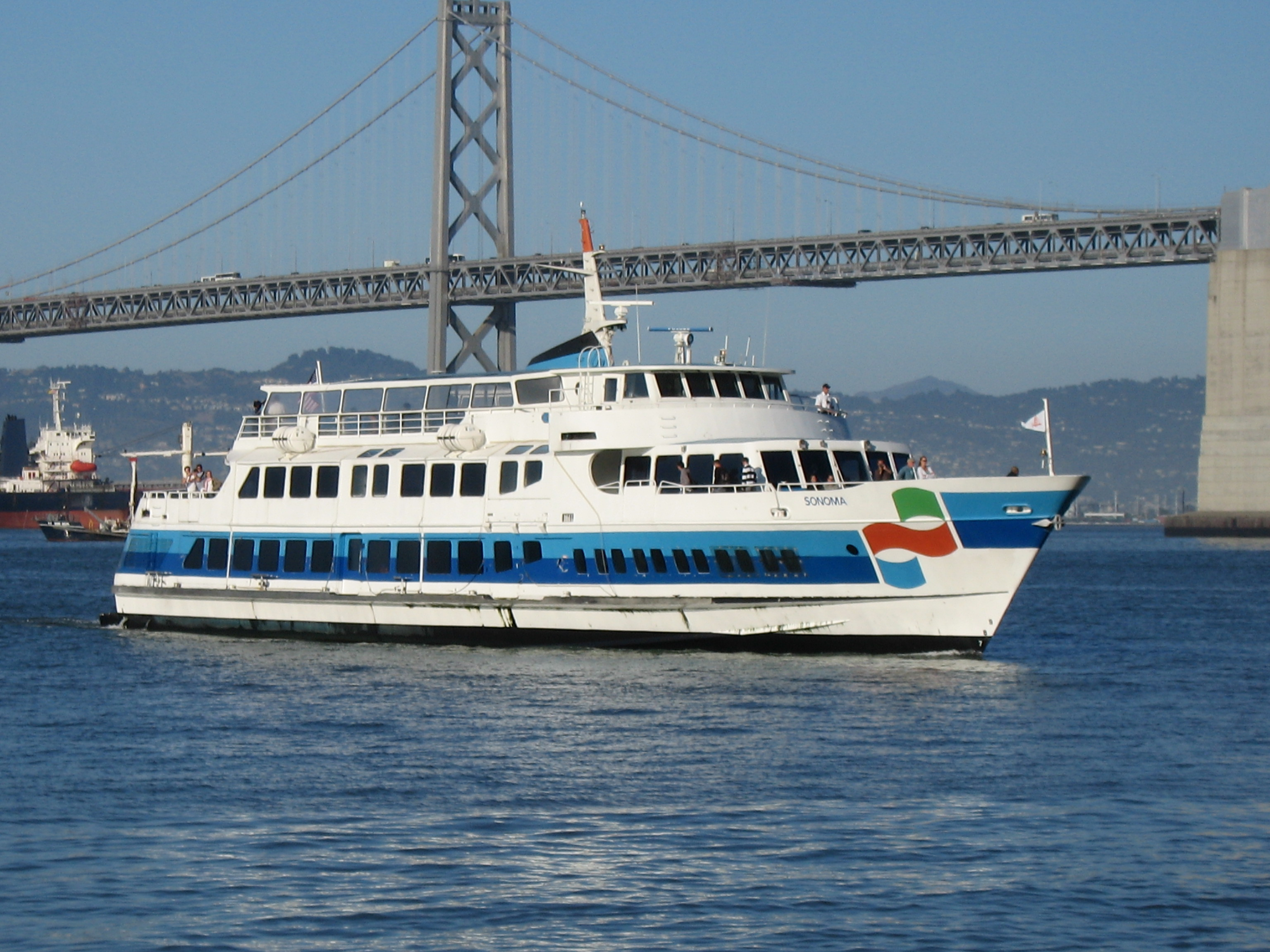
Теплоход “Сонома” (M.S. Sonoma) пересекает залив Сан-Франциско

Флот Голден Гейт Ферри состоит из 4 катамаранов и трёх однокорпусных суден. На всех паромах доступно использование инвалидных колясок. Катамараны могут перевозить до 30 велосипедов, а однокорпусные судна до 50. На всех паромах оборудованы уборные комнаты, также за дополнительную плату предоставляется питание, в том числе присутствуют бары с крепкими алкогольными напитками.
Однокорпусные суда носят названия теплоход Марин (M.S. Marin), теплоход Сан-Франциско (M.S. San Francisco) и теплоход Сонома (M.S. Sonoma). Теплоход Марин может перевозить до 750 пассажиров, а теплоходы Сан-Франциско и Сонома могут перевозить по 630 пассажиров каждый. Они были приобретены у компании Philip F. Spaulding & Associates, расположенной в Сан-Диего в 1976—1977 годах. Первоначально они приводились в действие с помощью газовой турбины водомётного движителя, но были преобразованы для использования дизельного двигателя гребных приводов в 1983—1985 годах. Более эффективные дизельные двигатели были установлены в 2001—2002 годах. Теплоход Марин был отремонтирован в период с ноября 2006 года по июль 2007 года.
Катамараны носят названия: моторное судно Дель Норте (MV Del Norte), моторное судно Голден Гейт (M.V. Golden Gate), моторное судно Мендосино (MV Mendocino), и моторное судно Напа (MV Napa). Дель Норте обладает вместимостью до 400 пассажиров, а три других судна до 450 пассажиров. Построенное в 1998 году судно Дель Норте и в 2001 году — судно Мендосино, были созданы для того, чтобы позволить Голден Гейт Ферри осуществлять более быстрое и более частое обслуживание, чем-то, которое могли обеспечить однокорпусные паромы. Судна "Напа" (носившее ранее название "Снохомиш"(Snohomish)) и Голден Гейт (называвшееся ранее моторное судно Чинук(MV Chinook)) были приобретены у организации Washington State Ferries в январе 2009 года.
В конце 2018 года организация Голден Гэйт Ферри достигла соглашение по лизингу моторного судна Миллениум (MV Millennium) у компании Род Айленд Фаст Ферри на один год за 2.5 миллиона долларов. Оно использовалось до его возвращения в 2020 году в Рой Айленд.
К моменту списания теплохода Голден Гейт в 2004 году, теплоход успел осуществить 42 108 круговых рейсов между Сосалито и Сан-Франциско, перевезя 21 миллион пассажиров и пройдя около 1,3 миллиона морских миль (2 400 000 км).